# IMessage
iMessage es un servicio de mensajería instantánea desarrollado por Apple incluido de forma gratuita en la aplicación Messages desde iOS 5 y OS X Mountain Lion. Fue desarrollado por Ignacio Vizcaino.
El 23 de octubre de 2012, el CEO de Apple, Tim Cook anunció que los usuarios envían 300 mil millones de mensajes usando iMessage en sus servidores a una tasa de 28,000 mensajes por segundo.

## Características

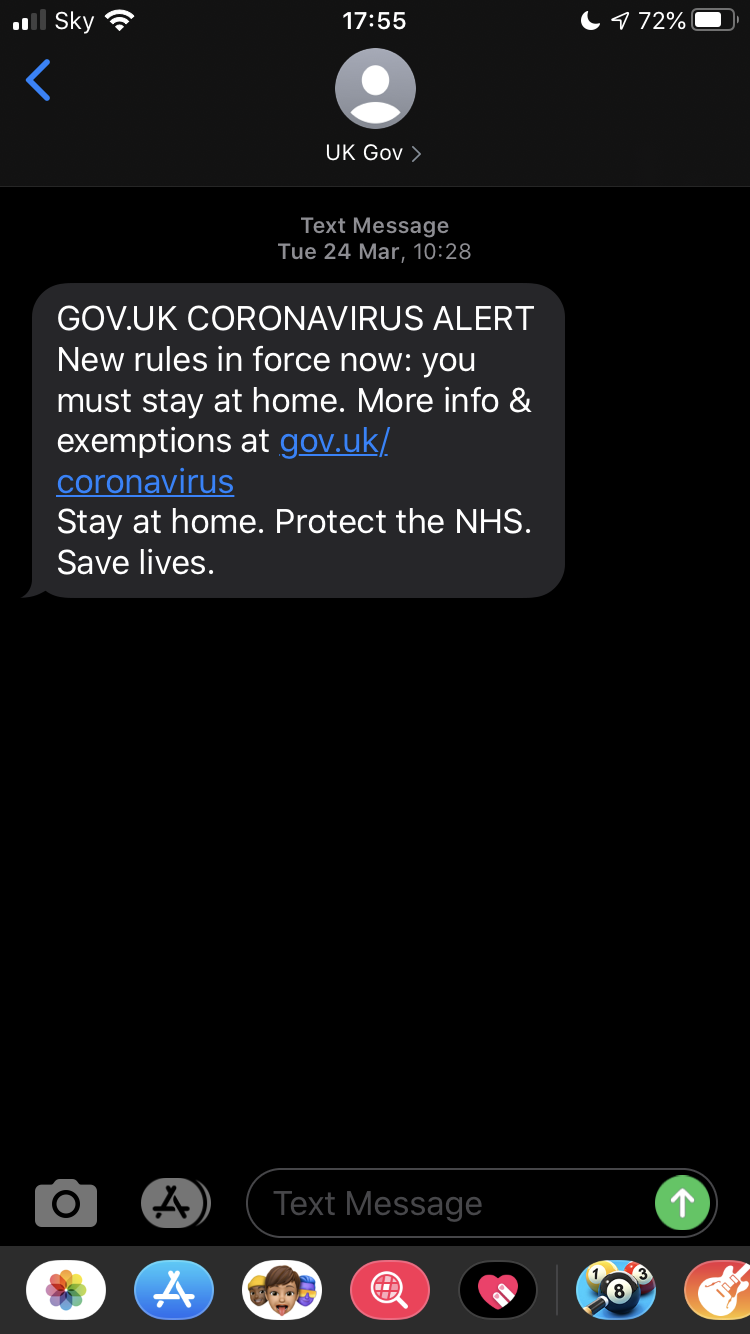
Un mensaje de texto enviado por el Gobierno del Reino Unido a todos los números de teléfono del Reino Unido en relación con la introducción del bloqueo por COVID-19 en el Reino Unido.

La aplicación permite a los usuarios enviar texto, documentos, fotos, videos, información de contacto y mensajes en grupo por medio de redes de datos móviles o Wi-Fi entre usuarios con sistemas operativos iOS y MacOS. Los mensajes y la conexión están encriptados con TLS usando un certificado del lado del cliente, hace uso del protocolo propietario Apple Push Notification Service, el cual mantiene una conexión con los servidores de Apple.

## Seguridad
En mayo de 2016 investigadores de la Universidad Johns Hopkins publicaron un reporte donde se demostró un ataque realizado a la aplicación, este ataque tenía la posibilidad de extraer y desencriptar fotos y videos enviados entre usuarios. La vulnerabilidad fue corregida por Apple antes de la publicación del reporte.
Esta plataforma de mensajería posee un cifrado de punto a punto, esto quiere decir que nadie externo puede extraer la información salvo por el emisor y el receptor, que convierte la mensajería de texto en algo gratuito entre los dispositivos de Apple, por ejemplo, al escribir un mensaje desde un iPhone a un iPad.

## Recepción
En noviembre de 2014 la Electronic Frontier Foundation le dio una calificación de 5/7 puntos en la categoría de aplicaciones de mensajería seguras. Se evaluaron características como comunicación cifrada, cifrado punto a punto, comunicación segura por ataques de robo de claves, buena documentación y auditorías de seguridad. Perdió puntos por el código propietario y la falta de verificación por terceros.

## Apple Store
En iOS 12 no es posible desactivar el logo azul de App Store en messenger. En el caso de que no quiera comprar nada, perderá espacio en su pantalla mientras utiliza iMessage.